# Kedungrejo (Purwodadi)
Kedungrejo is een bestuurslaag in het regentschap Grobogan van de provincie Midden-Java, Indonesië. Kedungrejo telt 5357 inwoners (volkstelling 2010).